# Wincenty Krawczyk
Wincenty Krawczyk pseud. Witek, Zenek (ur. 17 marca 1905 w Łodzi, zm. 19 lutego 1973 w Rzeszowie) – działacz komunistyczny, oficer polityczny WP.

## Życiorys
Matka Wincentego zmarła rok po jego porodzie. W wieku 7 lat stracił również ojca i został pod opieką swoich 4 starszych sióstr, z których najstarsza miała 16 lat. Z tego powodu dzieciństwo spędził w Suchedniowie, gdzie w wieku 9 lat musiał dorabiać przy wypasie owiec, a od 1920 był giserem w fabryce odlewów w Skarżysku-Kamiennej. W 1923 zwolniony z pracy pod zarzutem udziału w strajku i wywiezienia na taczce dyrektora fabryki. Od 1923 członek Związku Młodzieży Komunistycznej (ZMK) i pracownik tartaku, wybrany delegatem robotniczym. Działał w Związku Robotników Przemysłu Metalowego w Polsce (ZRPM) i od 1925 działał w tzw. wojskówce KPP jako technik.
1926–1928 odbył służbę wojskową w 2 pułku artylerii polowej Legionów w Kielcach, po czym został formierzem w hucie „Ludwików” w Kielcach. W 1928 wybrany przewodniczącym oddziału ZRPM, a w 1930 przewodniczącym Rady Związków Zawodowych (RZZ) (do 1937). Członek Komitetu Dzielnicowego (KD) KPP, w 1936 na polecenie KPP wstąpił do PPS, by działać w niej jako rzecznik „jednolitego frontu klasy robotniczej”, czyli faktycznie jako „wtyczka” KPP w PPS. 4 marca 1937 aresztowany za działalność komunistyczną, 22 listopada 1937 uniewinniony przez kielecki sąd, zrezygnował ze stanowiska przewodniczącego RZZ na żądanie Jana Kwapińskiego, przewodniczącego Komisji Centralnej Związków Zawodowych (KCZZ). 2 lipca 1938 po rewizji skazany na 3 lata więzienia.
Podczas odbywania kary w kieleckim więzieniu 27 sierpnia 1939 zadeklarował chęć wstąpienia do WP, nie otrzymał odpowiedzi i 5 września 1939 wraz z innymi więźniami wydostał się i udał się do Lwowa, gdzie był formierzem w zajezdni tramwajowej, a później formierzem w zakładach „Magnezit” w mieście Satka w obwodzie czelabińskim.
Od 1943 w Polskich Siłach Zbrojnych w ZSRR, w czerwcu 1944 skończył Wyższą Szkołę Oficerów Polityczno-Wychowawczych i został zastępcą dowódcy batalionu w 1 Armii WP. Odwołany z frontu w okolicach Złotowa i mianowany sekretarzem Komitetu Powiatowego (KP) PPR w Szubinie. Delegat na I Zjazd PPR w grudniu 1945. W 1946 został naczelnikiem więzienia w Fordonie, później w Łodzi, a w 1951 w Rzeszowie.
Od 1966 na emeryturze. Był odznaczony m.in. Orderem Sztandaru Pracy II klasy i Krzyżem Komandorskim Orderu Odrodzenia Polski.